# إدواردو أونيتو
إدواردو أونيتو (بالإيطالية: Edoardo Oneto)‏ (مواليد 23 فبراير 1996) هو لاعب كرة قدم إيطالي، يلعب في خط الوسط.